# Concilio di Mantova (1064)
Il Concilio di Mantova fu il sinodo di vescovi tedeschi e italiani che si tenne a Mantova il 31 maggio 1064, giorno di Pentecoste.

## Storia
Nel Natale 1063 l'arcivescovo di Colonia Annone II, in nome del re dei Romani Enrico IV convocò per la Pentecoste dell'anno seguente un concilio a Mantova allo scopo di decidere tra i due pontefici che si contendevano la legittimità della cattedra romana, Alessandro II ed Onorio II.
Costituito da vescovi tedeschi ed italiani (tra questi Guido da Velate e Gregorio di Vercelli), il sinodo fu presieduto da Annone. Onorio si rifiutò di intervenire e rimase accampato con il suo esercito alle porte della città, presso la località di Acquanegra.
Il sinodo riconobbe la legittimità di Alessandro II, che fu riconosciuto definitivamente come papa, e sancì la scomunica di Onorio II.
Un grande affresco nel transetto sinistro del duomo di Mantova ricorda l’avvenimento.